# Guangzhou FC
El Guangzhou FC (xinès: 广州足球俱乐部|t=廣州足球俱樂部, pinyin: Guǎngzhōu zúqiú jùlèbù) és un club de futbol amb seu a la ciutat de Canton, a la Xina. Va ser fundat el 1954 com a Guangzhou Football Team i juga en la màxima categoria del futbol professional d'aquest país anomenada Superlliga xinesa.
Ha estat campió de la lliga en els anys de 1956, 1958, 1981, 2007 i 2010. Va arribar a la final de la lliga de la Xina el 1991 però va perdre 1-0 contra el Shanghai Shenhua.
El seu estadi és l'Estadi Tianhe (天河 体育 中心 体育场) construït el 1987. La seva capacitat és de 60.000 espectadors i va ser l'amfitrió de la Copa del Món Femenina de Futbol de 1991, així com el dels Jocs Asiàtics de 2010.
En l'any 2016 va guanyar la Supercopa xinesa, sumant-ne així dues en el seu palmarès.
Evolució del nom:
- 1954-1956: Central and Southern China Sports Institute Football Team
- 1956-1957: Guangzhou Institute of Sports Football Team
- 1958-1958: Guangzhou Football Team
- 1959-1961: Guangzhou Vanguard Football Team
- 1962-1966: Guangzhou Football Team
- 1977-1979: Guangzhou Youth Football Team
- 1980-1989: Guangzhou Football Team
- 1989-1993: Guangzhou Football Club
- 1993-1900: Guangzhou Apollo Football Club
- 2001-1902: Guangzhou Football Club
- 2006-2009: Guangzhou GPC Football Club
- 2010-2010: Guangzhou Football Club
- 2010-2014: Guangzhou Evergrande Football Club
- 2014-2020: Guangzhou Evergrande Taobao Football Club
- 2021-avui: Guangzhou Football Club

## Palmarès
- Lliga xinesa de futbol:[5]
  - 2011, 2012, 2013, 2014, 2015, 2016, 2017, 2019

- Copa xinesa de futbol:[6]
  - 2012, 2016

- Supercopa xinesa de futbol:
  - 2012, 2016, 2017, 2018